# قائمة رؤساء وزراء البوسنة والهرسك
رئيس مجلس وزراء البوسنة والهرسك هو رئيس حكومة البوسنة والهرسك.
يرشح رئيس مجلس الوزراء من قبل مجلس رئاسة البوسنة والهرسك ويعينه مجلس نواب البوسنة والهرسك. وبالرغم أنه رئيس الحكومة، إلا أنه لا يملك صلاحية تعيين الوزراء ودوره هو التنسيق فقط. يُعيَّن الوزراء من قبل أحزاب الأغلبية وفقًا لقواعد التمثيل العرقي والكيان، بحيث يجب ألَّا يكون نائب وزير من نفس العرق مثل الوزير المعني.

## قائمة رؤساء حكومة البوسنة والهرسك

### تحت الحكم اليوغوسلافي (1945–1992)
- الحزب الشيوعي في البوسنة والهرسك
- الاتحاد الديمقراطي الكرواتي في البوسنة والهرسك

| رقم                                                                  | صورة                                                      | الاسم (الميلاد-الوفاة)                                    | مدة الخدمة                                                | مدة الخدمة                                                | الحزب                                                     |
| رئيس وزراء جمهورية البوسنة والهرسك الاشتراكية (1945–1953)            | رئيس وزراء جمهورية البوسنة والهرسك الاشتراكية (1945–1953) | رئيس وزراء جمهورية البوسنة والهرسك الاشتراكية (1945–1953) | رئيس وزراء جمهورية البوسنة والهرسك الاشتراكية (1945–1953) | رئيس وزراء جمهورية البوسنة والهرسك الاشتراكية (1945–1953) | رئيس وزراء جمهورية البوسنة والهرسك الاشتراكية (1945–1953) |
| -------------------------------------------------------------------- | --------------------------------------------------------- | --------------------------------------------------------- | --------------------------------------------------------- | --------------------------------------------------------- | --------------------------------------------------------- |
| 1                                                                    |                                                           | رودوليوب كولاكوفيتش (1900–1983)                           | 27 أبريل 1945                                             | سبتمبر 1948                                               | الشيوعي                                                   |
| 2                                                                    |                                                           | دورو بوكار (1899–1979)                                    | سبتمبر 1948                                               | مارس 1953                                                 | الشيوعي تغير إلى رابطة الشيوعين                           |
| رئيس المجلس التنفيذي لجمهورية البوسنة والهرسك الاشتراكية (1953–1992) |                                                           |                                                           |                                                           |                                                           |                                                           |
| 2 (2)                                                                |                                                           | دورو بوكار (1899–1979)                                    | مارس 1953                                                 | ديسمبر 1953                                               | رابطة الشيوعين                                            |
| 3                                                                    |                                                           | أفدو هومو (1914–1983)                                     | ديسمبر 1953                                               | 1956                                                      | رابطة الشيوعين                                            |
| 4                                                                    |                                                           | عثمان كارابيغوفيتش (1911–1996)                            | 1956                                                      | 1963                                                      | رابطة الشيوعين                                            |
| 5                                                                    |                                                           | حسن بركيتش (1913–1965)                                    | 1963                                                      | 1965                                                      | رابطة الشيوعين                                            |
| 6                                                                    |                                                           | رودي كولاك (1918–2004)                                    | 1965                                                      | 1967                                                      | رابطة الشيوعين                                            |
| 7                                                                    |                                                           | برانكو ميكوليتش (1928–1994)                               | 1967                                                      | 1969                                                      | رابطة الشيوعين                                            |
| 8                                                                    |                                                           | دراغوتين كوسوفاك (1924–2012)                              | 1969                                                      | أبريل 1974                                                | رابطة الشيوعين                                            |
| 9                                                                    |                                                           | ميلانكو رينوفيكا (1928–2013)                              | أبريل 1974                                                | 28 أبريل 1982                                             | رابطة الشيوعين                                            |
| 10                                                                   |                                                           | سيد ماغلايليجا (1940–)                                    | 28 أبريل 1982                                             | 28 أبريل 1984                                             | رابطة الشيوعين                                            |
| 11                                                                   |                                                           | غوجيكو أوبيباريب (1927–2000)                              | 28 أبريل 1984                                             | أبريل 1986                                                | رابطة الشيوعين                                            |
| 12                                                                   |                                                           | جوسيب لوفرينوفيتش (1929–)                                 | أبريل 1986                                                | أبريل 1988                                                | رابطة الشيوعين                                            |
| 13                                                                   |                                                           | ماركو سيرانيتش                                            | أبريل 1988                                                | 20 ديسمبر 1990                                            | رابطة الشيوعين                                            |
| 14                                                                   |                                                           | جوري بيليفان (1928–2014)                                  | 20 ديسمبر 1990                                            | 3 مارس 1992                                               | الديمقراطي الكرواتي                                       |

### بعد الاستقلال (1992–الآن)
- الاتحاد الديمقراطي الكرواتي في البوسنة والهرسك
- حزب العمل الديمقراطي

| رقم                                            | صورة                                           | الاسم (الميلاد-الوفاة)                         | العرق                                          | مدة الخدمة                                     | مدة الخدمة                                     | الحزب                                          |
| رئيس وزراء جمهورية البوسنة والهرسك (1992–1997) | رئيس وزراء جمهورية البوسنة والهرسك (1992–1997) | رئيس وزراء جمهورية البوسنة والهرسك (1992–1997) | رئيس وزراء جمهورية البوسنة والهرسك (1992–1997) | رئيس وزراء جمهورية البوسنة والهرسك (1992–1997) | رئيس وزراء جمهورية البوسنة والهرسك (1992–1997) | رئيس وزراء جمهورية البوسنة والهرسك (1992–1997) |
| ---------------------------------------------- | ---------------------------------------------- | ---------------------------------------------- | ---------------------------------------------- | ---------------------------------------------- | ---------------------------------------------- | ---------------------------------------------- |
| 14 (2)                                         |                                                | جوري بيليفان (1928–2014)                       | كروات                                          | 3 مارس 1992                                    | 9 نوفمبر 1992                                  | الديمقراطي الكرواتي                            |
| 15                                             |                                                | ميل أكماديتش (1939–)                           | كروات                                          | 9 نوفمبر 1992                                  | 25 أكتوبر 1993                                 | الديمقراطي الكرواتي                            |
| 16                                             |                                                | حارث سيلايديتش (1945–)                         | بوشناق                                         | 25 أكتوبر 1993                                 | 30 يناير 1996                                  | العمل الديمقراطي                               |
| 17                                             |                                                | حسن موراتوفيتش (1940–)                         | بوشناق                                         | 30 يناير 1996                                  | 3 يناير 1997                                   | العمل الديمقراطي                               |

### الرئيسان المشاركان لمجلس وزراء البوسنة والهرسك (1997–2000)
- حزب لأجل البوسنة والهرسك
- الحزب الصربي الديمقراطي
- الحزب الاشتراكي

| رقم    | صورة | الاسم (الميلاد-الوفاة) | العرق  | مدة الخدمة   | مدة الخدمة   | الحزب                | صورة | صورة                         | الاسم (الميلاد-الوفاة) | العرق         | مدة الخدمة   | مدة الخدمة    | الحزب             |
| ------ | ---- | ---------------------- | ------ | ------------ | ------------ | -------------------- | ---- | ---------------------------- | ---------------------- | ------------- | ------------ | ------------- | ----------------- |
| 16 (2) |      | حارث سيلايديتش (1945–) | بوشناق | 3 يناير 1997 | 6 يونيو 2000 | لأجل البوسنة والهرسك |      |                              | بورو بوسيتش (1950–)    | صرب           | 3 يناير 1997 | 3 فبراير 1999 | الصربي الديمقراطي |
| 16 (2) |      | حارث سيلايديتش (1945–) | بوشناق | 3 يناير 1997 | 6 يونيو 2000 | لأجل البوسنة والهرسك |      | سفيتوزار ميهايلوفيتش (1949–) | صرب                    | 3 فبراير 1999 | 6 يونيو 2000 | الاشتراكي     |                   |

### رؤساء مجلس وزراء البوسنة والهرسك (2000–حتى الآن)
- الاتحاد الديمقراطي الكرواتي في البوسنة والهرسك
- الحزب الاشتراكي الديمقراطي في البوسنة والهرسك
- حزب التقدم الديمقراطي
- حزب العمل الديمقراطي
- تحالف الديمقراطيين الاشتراكيين المستقلين

| رقم | صورة | الاسم (الميلاد-الوفاة)     | العرق  | مدة الخدمة     | مدة الخدمة     | الحزب                                       | الحكومة                |
| --- | ---- | -------------------------- | ------ | -------------- | -------------- | ------------------------------------------- | ---------------------- |
| 18  |      | سباسوجي توسيفلياك (1952–)  | صرب    | 6 يونيو 2000   | 18 أكتوبر 2000 | مستقل                                       |                        |
| 19  |      | مارتن راجو (1958–)         | كروات  | 18 أكتوبر 2000 | 22 فبراير 2001 | الديمقراطي الكرواتي                         |                        |
| 20  |      | بوزيدار ماتيتش (1937–2016) | كروات  | 22 فبراير 2001 | 18 يوليو 2001  | الاشتراكي الديمقراطي                        |                        |
| 21  |      | زلاتكو لاغومجيا (1955–)    | بوشناق | 18 يوليو 2001  | 15 مارس 2002   | الاشتراكي الديمقراطي                        |                        |
| 22  |      | دراغان ميكريفيتش (1955–)   | صرب    | 15 مارس 2002   | 23 ديسمبر 2002 | التقدم الديمقراطي                           |                        |
| 23  |      | عدنان تيرزيتش (1960–)      | بوشناق | 23 ديسمبر 2002 | 11 يناير 2007  | العمل الديمقراطي                            |                        |
| 24  |      | نيكولا سبيريتش (1956–)     | صرب    | 11 يناير 2007  | 12 يناير 2012  | الديمقراطي الاشتراكي المستقل                |                        |
| 25  |      | فيجيكوسلاف بيفاندا (1956–) | كروات  | 12 يناير 2012  | 31 مارس 2015   | الديمقراطي الكرواتي                         | حكومة فيكوسلاف بيفاندا |
| 26  |      | دينيس زفزيديتش (1964–)     | بوشناق | 31 مارس 2015   | 23 ديسمبر 2019 | العمل الديمقراطي                            | حكومة دينيس زفيزديتش   |
| 27  |      | زوران تيجلتيا (1961–)      | صرب    | 23 ديسمبر 2019 | 25 يناير 2023  | الديمقراطي الاشتراكي المستقل                | حكومة زوران تيجلتيجا   |
| 28  |      | بوريانا كريشتو(1961–)      | كروات  | 25 يناير 2023  | حتى الآن       | الاتحاد الديمقراطي الكرواتي للبوسنة والهرسك | حكومة بورجانا كريشتو   |

## طالع أيضًا
- قائمة رؤساء مجلس البوسنة والهرسك الرئاسي